# Диксон, Ричард (футболист)
Ричард Эрнесто Диксон Амагуэ (исп. Richard Ernesto Dixon Amague; род. 28 марта 1992, Панама) — панамский футболист, защитник, клуба «Агила» и сборную Панамы.

## Клубная карьера
Диксон начал карьеру в клубе «Спортинг Сан-Мигелито». 16 января 2010 года в матче против «Тауро» он дебютировал в чемпионате Панамы. 26 сентября в поединке против «Атлетико Чирики» Ричард забил свой первый гол за «Спортинг». В 2013 году он помог команды выиграть чемпионат.
В начале 2014 года Диксон перешёл в «Чоррильо». 6 февраля в матче против «Рио Абахо» он дебютировал за новый клуб. 15 марта в поединке против «Индепендьенте» Ричард забил свой первый гол за «Чоррильо».
В начале 2016 года Диксон подписал контракт с коста-риканским клубом «Лимон». 28 января в матче против «Алахуэленсе» он дебютировал в чемпионате Коста-Рики. 14 февраля в поединке против «Сантос де Гаупилес» Ричард забил свой первый гол за «Лимон». Летом того же года Диксон перешёл в гондурасский «Платенсе» из Пуэрто-Кортес. 7 августа в матче против столичной «Олимпии» он дебютировал в чемпионате Гондураса. 30 октября в поединке против «Виды» Ричард забил свой первый гол за «Платенсе».
Летом 2017 года Диксон перешёл в сальвадорский «Агила». 30 июля в матче против «Сонсонате» он дебютировал в чемпионате Сальвдора.

## Международная карьера
14 ноября 2012 года в товарищеском матче против сборной Испании Диксон дебютировал за сборную Панамы, заменив во втором тайме Хеана Седеньо.
В 2013 году Ричард помог сборной выйти в финал Золотого кубка КОНКАКАФ. На турнире он сыграл в матче против сборной Канады.
В том же году Диксон в составе олимпийской сборной принял участие Панамериканских играх в Канаде. На турнире он сыграл в матчах против Перу, Канады, Мексики и Бразилии.

## Достижения
Командные
 «Спортинг Сан-Мигелито»
- Чемпионат Панамы по футболу — Клаусура 2013

Международные
 Панама
- Золотой кубок КОНКАКАФ — 2013